# Riddick
Riddick je americký akční sci-fi film z roku 2013. Jedná se o třetí díl filmové série Riddick. Režisérem je David Twohy a jako v předchozích dílech hlavní postavu hraje Vin Diesel.